# Недостижни мост
Недостижни мост (енгл. A Bridge Too Far) је књига коју је написао Корнелијус Рајан, а обрађује догађаје везане за Операцију Маркет Гарден, у Другом светском рату, по којој је касније снимљен истоимени филм.

## Филм
Филм је снимљен 1977. године и у њему је наступио крем тадашњег светског глумишта:
- Дирк Богард
- Џејмс Кан
- Мајкл Кејн
- Шон Конери
- Едвард Фокс
- Елиот Гулд
- Џин Хекман
- Ентони Хопкинс
- Харди Кригер
- Рајан О`Нил
- Лоренс Оливије
- Роберт Редфорд
- Максимилијан Шел
- Лив Улман